# Pont de Bir-Hakeim
Pont de Bir-Hakeim (tidligere Pont de Passay) er en bro i Paris, Frankrig, der krydser Seinen mellem det 15. og 16. arrondissement. Broens første udgave er fra 1878, og den er i dag et freddet Monument historique pr. 10. juli 1986.

## Beliggenhed og tilgængelighed
Pont de Bir-Hakeim forbinder Avenue du Président-Kennedy på Seinens højre bred med gaderne Quai Branly og Quai de Grenelle på Seinens venstre bred. Fra broen har man et næsten uforstyrret vue til Eiffeltårnet, og store flokke samles her i forbindelse med fyrværkeri og andre store begivenheder.
Broen krydser den kunstige ø, Île aux Cygnes, og isolerer en lille plads fra resten af øen. På denne plads står rytterstatuen La France renaissante af den danske skulptør Holger Wederkinch i 1930. Statuen blev givet af den danske stat til byen Paris i 1958, og den var oprindeligt tænkt at skulle repræsentere Jeanne d'Arc.
Broen er betjent af metrostationerne Passy og Bir-Hakeim.

## Historie
Den første version af broen, en fodgængerbro af metal kaldet "Passerelle de Passy", kan dateres til Exposition Universelle i 1878, den tredje officielle verdensudstilling.
Efter en konkurrence organiseret i 1902 blev broen ombygget fra 1903 til 1905 under direktion af Louis Biette, bygget af Daydé & Pillé og dekoreret af Jean Camille Formigé, stadsarkitekt for Paris. Jernbanen åbnede den 24. april 1906. Broen skulle føre fodgængere og automobiltrafik såvel som en métro-viadukt over Seinen og understøttes af Île aux Cygnes. To grupper af støbejernsstatuer Gustave Michel: Les Nautes (dekoreret med maritime genstande) og Les Forgerons-riveteurs (som symboliserer smede). Denne bro blev kendt som Pont de Passay.
Den 18. juni 1949 organiseredes en mindehøjtidelighed for niårsdagen for Charles de Gaulles L'Appel du 18 juin (den første tale som de Gaulle holdte i eksil efter Slaget om Frankrig). General Charles de Gaulle, general Marie-Pierre Koenig, general Edgard de Larminat og general Philippe Leclerc de Hauteclocques enke deltog i mindehøjtideligheden. Ved denne lejlighed blev broen omdøbt til ære for Slaget ved Bir Hakeim (som General Koenig og de Frie Franske Styrker vandt i Libyen i 1942), og den kendes nu som Pont de Bir-Hakeim. Siden er broen blevet et mindesmærke for de Frie Franske Styrker og et mindesmærke blev rejst nær ved på quai Branly.
Den 24. oktober 1975 blev İsmail Erez, Tyrkiets ambassadør i Paris, og hans chauffør, Talip Yener, myrdet af armenske terrorister, som brugte et automatisk skydevåben, ved broen.

## Arkitektur
Strengt taget består broen af to dele som mødes på Île aux Cygnes. Det bredeste spænd fra højre Seinebred til Île aux Cygnes er 114 meter, og det smalleste spænd fra den venstre Seinebred er 90 meter. Den mellemliggende del på Île aux Cygnes er 23,5 meter. Broen er 24,7 meter bred; Hver af de to kørebaner er 6 meter og de to fortove er 2 meter. Jernkonstruktionen hviler på opmurede piller, to på hver side af Île aux Cygnes, og fire endeoplæg på hver bred. På øens midte er der 12 meter lange cantilevere, og dens bropiller er udsmykkede med støbejernsfigurerne af Gustave Michel.
Métro-viadukten hviler på 19 og 15 par jernsøjler på henholdsvis det længere og kortere spænd over floden, som blev forstærket i 1942. På Île aux Cygnes løber métro-viadukten over en stenbue udformet som en port af Jean Camille Formigé, og den er udmsykket af fire skulpturer af Jules Coutan og Jean-Antoine Injalbert i relief. Fra stenbuen løber en bred trappe ned til gangstien L'Allée des Cygnes.
Flere film er blevet optaget ved og under broen: Last Tango in Paris (1972), München (2005), National Treasure: Book of Secrets (2007) og Inception (2010) er blot nogle eksempler.